# Мун Ен Сик
Мун Ен Сик (23 июля 1903 года — 18 сентября 1966 года) — звеньевой колхоза имени Будённого Нижне-Чирчикского района Ташкентской области, Герой Социалистического Труда (1949).

## Биография
Родился в 1903 году в Корее (по другим сведения — в селе Занадворовка Южно-Уссурийского уезда). С рождения был слабо зрячим.
Окончил два класса начальной школы в Занадворовке. С 1912 года занимался батрачеством, трудился в личном хозяйстве своих родителей. В 1930 году вступил в колхоз имени Будённого Посьетского района.
В 1937 году вместе со всем колхозом депортирован в Нижне-Чирчикский район Ташкентской области.
В послевоенные годы был звеньевым по выращиванию риса. Разработал свою систему возделывания, предусматривавшую три подкормки: первая (в конце мая) смесью фекалий с золой 1,5— 2 т/га, вторая (20-е числа июня) — аммиачной селитрой 3,0 ц/га и суперфосфатом и третья в той же дозе — в конце июля. Убирал урожай в сжатые сроки и без потерь.
В 1948 году звено Мун Ен Сика собрало в среднем с каждого гектара по 88,3 центнера риса на участке площадью 5 гектаров. Указом Президиума Верховного Совета СССР от 18 мая 1949 года удостоен звания Героя Социалистического Труда с вручением ордена Ленина и золотой медали «Серп и Молот».
Когда в колхозе начали выращивать кенаф, взял на своё звено десять гектаров, и тоже получал высокие урожаи. Несмотря на очень плохое зрение, работал наравне со всеми.
Трудился в колхозе имени Будённого (с 1962 года — колхоз «Заря коммунизма») до выхода на пенсию. Персональный пенсионер союзного значения.
Скончался в сентябре 1966 года. Похоронен на кладбище бывшего колхоза имени Будённого Нижне-Чирчикского района (сегодня — Аккурганский район).